# 9-1-1: Lone Star
9-1-1: Lone Star és una sèrie de televisió de drama procedimental nord-americà que segueix la vida dels primers socorristes d'Austin, Texas. Va ser creada per Ryan Murphy, Brad Falchuk i Tim Minear. La sèrie és un spin-off de la sèrie de televisió 9-1-1, i va ser encarregada per la cadena Fox el maig de 2019. La sèrie es va estrenar el 19 de gener de 2020.
La sèrie va finalitzar amb la seva cinquena temporada el 3 de febrer de 2025.

## Sinopsi
9-1-1: Lone Star segueix un bomber de Nova York que, juntament amb el seu fill, es trasllada de Manhattan, Nova York a Austin, Texas. Ha d'intentar equilibrar els deures de salvar els que són més vulnerables amb la solució dels problemes de la seva pròpia vida. S'hi sumen altres bombers, així com membres del departament de policia i dels serveis d'emergències mèdiques. El protagonista de la sèrie Rob Lowe és coproductor executiu.

## Repartiment

### Principal
- Rob Lowe com a Owen Strand, capità de bombers de la ciutat de Nova York i pare de TK. Li van diagnosticar càncer de pulmó com a conseqüència de ser el primer responsable dels atemptats de l'11 de setembre, en què també va perdre tota la seva caseta de bombers. Després d'haver reconstruït el seu equip a Nova York, se li va demanar que fes el mateix per al 126 a Austin.
- Liv Tyler com a Michelle Blake (temporada 1): la capitana dels serveis mèdics d'emergència. També està intentant localitzar la seva germana Iris, que porta tres anys desapareguda. A la segona temporada es revela que va deixar el 126 per ajudar persones sense sostre amb malalties mentals com la seva germana.
- Ronen Rubinstein com Tyler Kennedy "TK" Strand, un bomber-paramèdic amb doble certificació amb el 126. És un addicte als opioides en recuperació i fill del capità Strand. Un antic addicte, TK va fer una sobredosi just abans de la seva arribada a Austin. Comença una relació amb l'agent de policia Carlos Reyes. A la temporada 2, va deixar de ser bomber i es va convertir en paramèdic. Al final de la temporada 3, li va proposar a Carlos i els dos es casen al final de la quarta temporada.
- Sierra McClain com Grace Ryder (de soltera Williams) (temporades 1–4), una operadora del 9-1-1 i esposa de Judd.
- Jim Parrack com a Judson "Judd" Ryder, bomber i marit de Grace. Judd és l'únic supervivent del desastre del foc de l'equip anterior del 126.
- Natacha Karam com a Marjan Marwani, bombera i paramèdica. Marjan és un addicte a l'adrenalina, un musulmà devot i una celebritat d'Instagram.
- Brian Michael Smith com a Paul Strickland, un bomber i paramèdic amb un gran ull per als detalls. Paul també és un home trans.
- Rafael L. Silva com a Carlos Reyes, un agent de policia del departament de policia d'Austin, i més tard, un Texas Ranger a la temporada 5, que comença una relació romàntica amb TK. TK proposa al final de la temporada 3. Es casen al final de la temporada 4.
- Julian treballa com a Mateo Chávez. És greument dislèxic i és un somniador que ha de mantenir la seva feina o ser deportat.
- Gina Torres com a Tommy Vega (temporada 2–5): capità substituta de l'EMS. Tommy, mare de dues filles bessones, va tornar a entrar al món laboral després de vuit anys, per mantenir la seva família quan la COVID-19 va fer tancar el restaurant del seu marit.
- Brianna Baker com a Nancy Gillian (recurrent, temporades 1–2; principal, temporada 3–5): una paramèdica que és membre de la tripulació de l'EMS de Rescue 126.
- Kelsey Yates com a Isabella "Izzy" Vega (convidada, temporada 2; principal, temporada 3–5): filla de Tommy i germana bessona d'Evie.
- Skyler Yates com a Evie Vega (convidada, temporada 2; temporada principal 3–5): filla de Tommy i germana bessona d'Izzy.
- Jackson Pace com a Wyatt Harris (temporades recurrents 3–4; temporada principal 5): el fill de Judd que va tenir a través d'una aventura d'una nit 17 anys abans.

## Producció

### Desenvolupament
El 12 de maig de 2019, es va anunciar que Fox havia donat a la producció una comanda de sèrie per a un spin-off 9-1-1. El creador de 9-1-1 Ryan Murphy, Brad Falchuk i Tim Minear serien els productors executius juntament amb el membre del repartiment Rob Lowe. Angela Bassett, que va protagonitzar l'original 9-1-1 també seria productora executiva. L'escriptor John Owen Lowe, fill de Rob Lowe, també treballa a l'equip de redacció del programa.
El 13 d'abril de 2020, Fox va renovar la sèrie per a una segona temporada que es va estrenar el 18 de gener de 2021. El 17 de maig de 2021, Fox va renovar la sèrie per a una tercera temporada que es va estrenar el 3 de gener de 2022. El 16 de maig de 2022, Fox va renovar la sèrie per a una quarta temporada que es va estrenar el 24 de gener de 2023. L'1 de maig de 2023, Fox va renovar la sèrie per a una cinquena temporada. El 15 de novembre de 2023, es va anunciar que la cinquena temporada es faria un any més tard, degut a la vaga del Sindicat d'Escriptors d'Amèrica de 2023 i la vaga SAG-AFTRA de 2023. La cinquena temporada s'estrenà el 23 de setembre de 2024. El 5 de setembre de 2024, es va informar que la cinquena temporada seria la darrera temporada.

### Càsting
El 12 de maig de 2019, es va anunciar que Rob Lowe havia estat seleccionat pel paper principal. L'11 de setembre de 2019, es va anunciar que Liv Tyler protagonitzaria al costat de Lowe. Jim Parrack es va unir al repartiment el 18 de setembre de 2019. Dos dies després, es va anunciar que Ronen Rubinstein i Sierra McClain s'havien unit al repartiment. El 23 de setembre de 2019, Natacha Karam, Brian Michael Smith, Rafael L. Silva i Julian Works es van unir al repartiment.
El 3 de setembre de 2020, Gina Torres va passar a tenir un paper habitual a la segona temporada. El 22 de setembre de 2020, Liv Tyler va abandonar la sèrie abans de l'inici de la segona temporada. Tyler havia estat desplaçant-se entre la seva casa de Londres i Los Angeles per filmar. A causa de les possibles dificultats de viatge de la pandèmia de coronavirus i de no voler estar lluny dels seus fills petits durant molt de temps, va demanar als productors que la deixessin marxar. Es va deixar oberta la possibilitat del seu retorn. Lisa Edelstein va ser elegida per a un paper recurrent per a la segona temporada. El 8 d'octubre de 2020, Derek Webster es va unir al repartiment de manera recurrent per a la segona temporada. El 25 de maig de 2021, Brianna Baker va ser ascendida per a la tercera temporada. El 28 de setembre de 2022, Neal McDonough, DB Woodside i Amanda Schull es van unir al repartiment en papers recurrents per a la quarta temporada.
El 7 de juny de 2024, es va informar que el membre del repartiment original, Sierra McClain, no tornaria com a Grace Ryder abans de la cinquena temporada de la sèrie, a causa d'una disputa de renegociació del repartiment.

### Rodatge
Tot i estar ambientada a Austin, Texas, gairebé tots els rodatges de la sèrie tenen lloc a Los Angeles, Califòrnia. La manca de rodatge in situ a Austin ha provocat crítiques de la indústria cinematogràfica local, que afirma que Austin té la infraestructura de producció per acollir la sèrie.
La cinquena temporada va començar a rodar-se a principis de març de 2024, i va acabar a finals de juliol de 2024.